# Thanasi Kokkinakis
Thanasi Kokkinakis, né le 10 avril 1996 à Seacombe Heights, est un joueur de tennis australien, professionnel depuis 2013.

## Carrière

### 2013-2014. Les débuts
En 2013, lors de l'Open d'Australie junior, il arrive à se hisser en finale où il s'incline face à son compatriote Nick Kyrgios. La même année, Il parvient également en finale de l'US Open junior mais est battu par le jeune espoir croate Borna Ćorić. Il fait ses débuts sur le circuit professionnel en 2013 à l'âge de 17 ans. En octobre, il remporte le tournoi Challenger de Melbourne en double avec son partenaire Benjamin Mitchell.
Début 2014, Thanasi Kokkinakis participe aux qualifications du tournoi de Brisbane. Il bat l'Australien Omar Jasika (6-2, 6-0), le Kazakh Andrey Golubev (6-4, 7-5) et le Chinois Wu Di (6-1, 6-4) pour se hisser dans le tableau final d'un tournoi ATP pour la première fois de sa carrière. Il rencontre au premier tour son compatriote Lleyton Hewitt contre qui il s'incline en 2 sets (6-3, 7-5).
Il reçoit une wild card pour le tableau principal de l'Open d'Australie où il bat au premier tour Igor Sijsling avant de s'incliner face au no 1 mondial Rafael Nadal.
Ensuite, il s'ensuit une série de défaites, en Coupe Davis contre Julien Benneteau, au premier tour des qualifications de l'ATP 500 de Rotterdam, contre Łukasz Kubot, au premier tour à Marseille contre Blaž Kavčič, et au premier tour des qualifications des tournois d'Acapulco et Indian Wells, respectivement contre Alejandro Falla et Dušan Lajović.
Il reprend ensuite le goût de la victoire en atteignant le troisième tour des qualifications du tournoi ATP de Houston.
Aux Challenger de Savannah et Tallahassee, il perd au premier tour contre, respectivement, son compatriote Nick Kyrgios et l'Américain Donald Young.
À Roland-Garros, il réussit à atteindre le troisième tour des qualifications où il ne parvient pas à se défaire du Croate Ante Pavić.
Il prend ensuite une pause pendant la saison sur gazon pour finaliser ses études, chez lui en Australie.
Il revient plus fort en atteignant ensuite les quarts de finale aux Challenger de Binghamton et Vancouver, et les demi-finales du Challenger de Lexington.
Il participe ensuite aux qualifications du Master 1000 de Toronto et parvient à se qualifier pour le tableau final. Il s'y incline au premier tour face à Kevin Anderson.

### 2015-2016. L'éclosion puis une grosse blessure
Il reçoit une wild card pour l'Open d'Australie, où il élimine au premier tour Ernests Gulbis 13e mondial, en 5 sets (5-7, 6-0, 1-6, 7-62, 8-6).
Lors de la Coupe Davis, il est sélectionné à jouer les deux simples contre les Tchèques. Il gagne son premier match à enjeu face à Lukáš Rosol en étant mené deux sets (4-6, 2-6) et un break où Rosol sert à 5-4 pour le match d'abord mais Thanasi trouve le bon moment pour breaker. Puis il remporte les trois sets suivant (7-5, 7-5, 6-3), gagnant le précieux point d'ouverture et plaçant idéalement son équipe, qui finira par l'emporter 3 à 2 grâce à Tomic.
Pour le premier Masters 1000 de la saison à Indian Wells, bénéficiant d'une wild card, il parvient à gagner son premier match dans cette catégorie de tournoi contre l'Allemand Jan-Lennard Struff (7-63, 6-3), puis enchaîne avec l'Espagnol Guillermo García-López et l'Argentin Juan Mónaco dans un match accroché de près de trois heures. Il perd contre son compatriote Bernard Tomic en huitièmes après avoir livré un beau combat. Grâce à ce parcours, il grimpe à la 108e place mondiale, tout proche du top 100. Au Masters de Miami, il hérite également d'une wild card, mais perd dès le premier tour contre Carlos Berlocq en trois sets.
Défait au premier tour du Masters 1000 de Madrid par Sam Querrey (4-6, 7-66, 3-6), il tente de se rendre à Rome pour y disputer les qualifications du Masters 1000, mais un incendie à l'aéroport italien bloque son vol. Contraint de passer la nuit dans un restaurant McDonald's à l'aéroport de Madrid, il décide de participer au Challenger BNP Paribas Primrose à Bordeaux, qu'il remporte finalement (victoire en finale sur Thiemo de Bakker 6-4, 1-6, 7-65).
Il obtient une nouvelle wild card pour Roland-Garros, où il parvient au troisième tour, éliminant notamment son compatriote Bernard Tomic tête de série no 27, après avoir été mené 2 sets à rien (3-6, 3-6, 6-3, 6-4, 8-6), mais perd ensuite en 3 sets contre le no 1 mondial, Novak Djokovic (4-6, 4-6, 4-6) et atteint son meilleur résultat en Grand Chelem.
En décembre, il doit subir une opération de l'épaule droite.
En 2016, il ne dispute qu'un seul match aux Jeux olympiques de Rio qu'il perd face à Gastão Elias.

### 2017. Première finale en simple
Il fait son retour après des mois de revalidation en double au tournoi de Brisbane. Il remporte le tournoi avec Jordan Thompson en battant en finale Gilles Müller et Sam Querrey (7-67, 6-4).
Il reprend en simple au tournoi de Lyon où il s'incline au premier tour, tout comme à Roland-Garros face à Kei Nishikori malgré un match accroché en quatre manches.
Sur gazon, il remporte son premier tour contre Mikhail Youzhny à Bois-le-Duc puis est battu par Daniil Medvedev. Au Queen's, il sort, au premier tour, son premier top 10, Milos Raonic (7-65, 7-68).
Au tournoi de Cabo San Lucas en tant qu'invité, il bat en demi-finale le 14e mondial Tomáš Berdych (3-6, 7-65, 6-4) pour se qualifier pour sa première finale en simple sur le circuit ATP. Il s'y incline contre Sam Querrey en trois sets (3-6, 6-3, 2-6).

### 2018. Retour au premier plan
Si le début de saison 2018 débute mal avec une élimination au premier tour de l'Open d'Australie face à Daniil Medvedev, Kokkinakis atteint les demi-finale du tournoi Challenger de Morelos, match auquel il renonce pour arriver frais au tournoi d'Acapulco. Vainqueur d'Alexander Bublik au premier tour, il est éliminé au match suivant par Feliciano López. Éliminé par Márcos Baghdatís dès les qualifications au Master 1000 d'Indian Wells, il refait surface à Miami. Après avoir remporté ses deux tours de qualification face à Thiago Monteiro (6-2, 6-3) et Taro Daniel (7-5, 7-5), il élimine le Français Calvin Hemery au premier tour du tournoi principal (6-1, 6-2). Dans sa dynamique positive, il hérite de Roger Federer au deuxième tour. Après la perte du premier set, il parvient à retourner la situation et à éliminer le Suisse, tenant du titre.

## Palmarès

### Titre en simple
| No | Date       | Nom et lieu du tournoi             | Catégorie | Dotation  | Surface    | Finaliste          | Score          |          |
| -- | ---------- | ---------------------------------- | --------- | --------- | ---------- | ------------------ | -------------- | -------- |
| 1  | 10-01-2022 | Adelaide International 2, Adélaïde | ATP 250   | 430 530 $ | Dur (ext.) | Arthur Rinderknech | 6-7, 7-65, 6-3 | Parcours |

### Finale en simple
| No | Date       | Nom et lieu du tournoi                          | Catégorie | Dotation  | Surface    | Vainqueur   | Score         |          |
| -- | ---------- | ----------------------------------------------- | --------- | --------- | ---------- | ----------- | ------------- | -------- |
| 1  | 31-07-2017 | Abierto Mexicano de Tenis Mifel, Cabo San Lucas | ATP 250   | 637 395 $ | Dur (ext.) | Sam Querrey | 6-3, 3-6, 6-2 | Parcours |

### Titres en double messieurs
| No | Date       | Nom et lieu du tournoi                     | Catégorie | Dotation       | Surface    | Partenaire      | Finalistes                | Score     |          |
| -- | ---------- | ------------------------------------------ | --------- | -------------- | ---------- | --------------- | ------------------------- | --------- | -------- |
| 1  | 02-01-2017 | Brisbane International by Suncorp Brisbane | ATP 250   | 437 380 $      | Dur (ext.) | Jordan Thompson | Gilles Müller Sam Querrey | 7-67, 6-4 | Parcours |
| 2  | 19-01-2022 | Australian Open Melbourne                  | G. Chelem | 33 784 200 AU$ | Dur (ext.) | Nick Kyrgios    | Matthew Ebden Max Purcell | 7-5, 6-4  | Parcours |
| 3  | 25-07-2022 | Atlanta Open Atlanta                       | ATP 250   | 708 530 $      | Dur (ext.) | Nick Kyrgios    | Jason Kubler John Peers   | 7-64, 7-5 | Parcours |

### Finale en double messieurs
| No | Date       | Nom et lieu du tournoi                         | Catégorie | Dotation  | Surface    | Vainqueurs                                | Partenaire   | Score    |          |
| -- | ---------- | ---------------------------------------------- | --------- | --------- | ---------- | ----------------------------------------- | ------------ | -------- | -------- |
| 1  | 30-07-2018 | Abierto Mexicano de Tenis Mifel Cabo San Lucas | ATP 250   | 715 455 $ | Dur (ext.) | Marcelo Arévalo Miguel Ángel Reyes-Varela | Taylor Fritz | 6-4, 6-4 | Parcours |

## Parcours dans les tournois duGrand Chelem

### En simple
| Année | Open d'Australie | Open d'Australie   | Internationaux de France | Internationaux de France | Wimbledon       | Wimbledon       | US Open         | US Open          |
| ----- | ---------------- | ------------------ | ------------------------ | ------------------------ | --------------- | --------------- | --------------- | ---------------- |
| 2014  | 2e tour (1/32)   | Rafael Nadal       | —                        | —                        | —               | —               | —               | —                |
| 2015  | 2e tour (1/32)   | Sam Groth          | 3e tour (1/16)           | Novak Djokovic           | 1er tour (1/64) | Leonardo Mayer  | 1er tour (1/64) | Richard Gasquet  |
|       |                  |                    |                          |                          |                 |                 |                 |                  |
| 2017  | —                | —                  | 1er tour (1/64)          | Kei Nishikori            | 1er tour (1/64) | J. M. del Potro | 1er tour (1/64) | Janko Tipsarević |
| 2018  | 1er tour (1/64)  | Daniil Medvedev    | —                        | —                        | —               | —               | —               | —                |
| 2019  | 1er tour (1/64)  | Taro Daniel        | —                        | —                        | —               | —               | 2e tour (1/32)  | Forfait          |
|       |                  |                    |                          |                          |                 |                 |                 |                  |
| 2021  | 2e tour (1/32)   | Stéfanos Tsitsipás | —                        | —                        | —               | —               | —               | —                |
| 2022  | 1er tour (1/64)  | Yannick Hanfmann   | 1er tour (1/64)          | A. Ramos-Viñolas         | 2e tour (1/32)  | Novak Djokovic  | 1er tour (1/64) | Nick Kyrgios     |
| 2023  | 2e tour (1/32)   | Andy Murray        | 3e tour (1/16)           | Karen Khachanov          | —               | —               | 1er tour (1/64) | Hsu Yu-hsiou     |
| 2024  | 2e tour (1/32)   | Grigor Dimitrov    | 3e tour (1/16)           | Taylor Fritz             | 2e tour (1/32)  | Lucas Pouille   | 2e tour (1/32)  | Nuno Borges      |
| 2025  | 2e tour (1/32)   | Jack Draper        | —                        | —                        | —               | —               |                 |                  |

N.B. : à droite du résultat se trouve le nom de l'ultime adversaire.

### En double messieurs
| Année | Open d'Australie                                                                       | Open d'Australie                                                                | Internationaux de France                                                            | Internationaux de France | Wimbledon                                                                               | Wimbledon                                                                              | US Open | US Open |
| ----- | -------------------------------------------------------------------------------------- | ------------------------------------------------------------------------------- | ----------------------------------------------------------------------------------- | ------------------------ | --------------------------------------------------------------------------------------- | -------------------------------------------------------------------------------------- | ------- | ------- |
| 2013  | 1er tour (1/32) N. Kyrgios \|\| style="text-align:left;" \| R. Bopanna Rajeev Ram      | —                                                                               | —                                                                                   | —                        | —                                                                                       | —                                                                                      | —       |         |
| 2014  | 1er tour (1/32) C. Guccione \|\| style="text-align:left;" \| Ivan Dodig M. Melo        | —                                                                               | —                                                                                   | —                        | —                                                                                       | —                                                                                      | —       |         |
| 2015  | 1er tour (1/32) N. Kyrgios \|\| style="text-align:left;" \| A. Golubev D. Istomin      | 2e tour (1/16) L. Pouille \|\| style="text-align:left;" \| Bob Bryan Mike Bryan | 1/8 de finale L. Hewitt \|\| style="text-align:left;" \| J.-J. Rojer Horia Tecău    | —                        | —                                                                                       |                                                                                        |         |         |
|       |                                                                                        |                                                                                 |                                                                                     |                          |                                                                                         |                                                                                        |         |         |
| 2017  | —                                                                                      | —                                                                               | —                                                                                   | —                        | 2e tour (1/16) J. Thompson \|\| style="text-align:left;" \| Marcus Daniell M. Demoliner | —                                                                                      | —       |         |
| 2018  | 1er tour (1/32) J. Thompson \|\| style="text-align:left;" \| B. McLachlan J.-L. Struff | —                                                                               | —                                                                                   | —                        | —                                                                                       | —                                                                                      | —       |         |
|       |                                                                                        |                                                                                 |                                                                                     |                          |                                                                                         |                                                                                        |         |         |
| 2021  | 2e tour (1/16) Nick Kyrgios \|\| style="text-align:left;" \| W. Koolhof Łukasz Kubot   | —                                                                               | —                                                                                   | —                        | —                                                                                       | —                                                                                      | —       |         |
| 2022  | Victoire Nick Kyrgios                                                                  | M. Ebden Max Purcell                                                            | 1/8 de finale A. Bublik \|\| style="text-align:left;" \| Ivan Dodig Austin Krajicek | —                        | —                                                                                       | 1/8 de finale Nick Kyrgios \|\| style="text-align:left;" \| L. Glasspool H. Heliövaara |         |         |
| 2023  | —                                                                                      | —                                                                               | 1er tour (1/32) J.-L. Struff \|\| style="text-align:left;" \| S. Bolelli F. Fognini | —                        | —                                                                                       | 1/8 de finale T. Griekspoor \|\| style="text-align:left;" \| M. González A. Molteni    |         |         |
| 2024  | 1er tour (1/32) A. Popyrin \|\| style="text-align:left;" \| A. Mies J.-P. Smith        | —                                                                               | —                                                                                   | —                        | —                                                                                       | 1er tour (1/32) T. Griekspoor \|\| style="text-align:left;" \| W. Koolhof N. Mektić    |         |         |

N.B. : le nom du partenaire se trouve sous le résultat ; le nom des ultimes adversaires se trouve à droite.

### En double mixte
| Année | Open d'Australie            | Open d'Australie              | Internationaux de France | Internationaux de France | Wimbledon                                                                             | Wimbledon | US Open | US Open |
| ----- | --------------------------- | ----------------------------- | ------------------------ | ------------------------ | ------------------------------------------------------------------------------------- | --------- | ------- | ------- |
| 2014  | 1er tour (1/16) Donna Vekić | Julia Görges A.-U.-H. Qureshi | —                        | —                        | —                                                                                     | —         | —       | —       |
|       |                             |                               |                          |                          |                                                                                       |           |         |         |
| 2018  | —                           | —                             | —                        | —                        | 1er tour (1/32) A. Barty \|\| style="text-align:left;" \| Raluca Olaru Fabrice Martin | —         | —       |         |

N.B. : le nom de la partenaire se trouve sous le résultat ; le nom des ultimes adversaires se trouve à droite.

## Participation auMasters

### En double
| Année | Ville | Surface    | Partenaire   | Résultats | Résultat final    |
| ----- | ----- | ---------- | ------------ | --------- | ----------------- |
| 2022  | Turin | Dur (int.) | Nick Kyrgios | 1v, 2d    | Éliminé en poules |

## Parcours dans lesMasters 1000
| Année | Indian Wells           | Miami                   | Monte-Carlo           | Madrid               | Rome              | Canada               | Cincinnati          | Shanghai           | Paris |
| ----- | ---------------------- | ----------------------- | --------------------- | -------------------- | ----------------- | -------------------- | ------------------- | ------------------ | ----- |
| 2014  | —                      | —                       | —                     | —                    | —                 | 1er tour K. Anderson | —                   | 1er tour F. López  | —     |
| 2015  | 1/8 de finale B. Tomic | 1er tour C. Berlocq     | —                     | 1er tour Sam Querrey | —                 | —                    | 2e tour R. Gasquet  | —                  | —     |
|       |                        |                         |                       |                      |                   |                      |                     |                    |       |
| 2018  | —                      | 3e tour F. Verdasco     | 1er tour K. Khachanov | —                    | —                 | —                    | —                   | —                  | —     |
|       |                        |                         |                       |                      |                   |                      |                     |                    |       |
| 2021  | —                      | 2e tour M. Fucsovics    | —                     | —                    | —                 | —                    | —                   | n.o.               | —     |
| 2022  | 1er tour S. Korda      | 1/8 de finale A. Zverev | —                     | —                    | —                 | —                    | 1er tour J. Sinner  | n.o.               | —     |
| 2023  | 2e tour C. Alcaraz     | 2e tour H. Hurkacz      | —                     | 1er tour J. Munar    | 2e tour J. Sinner | 2e tour L. Musetti   | 1er tour H. Hurkacz | 2e tour H. Hurkacz | —     |
| 2024  | 2e tour J. Sinner      | —                       | —                     | 1er tour J. Draper   | —                 | 2e tour H. Hurkacz   | —                   | —                  | —     |

N.B. : sous le résultat se trouve le nom de l’ultime adversaire.

## Victoires sur le top 10
Toutes ses victoires sur des joueurs classés dans le top 10 de l'ATP lors de la rencontre.
| Légende      |
| Grand Chelem |
| Masters 1000 |
| 500 Series   |
| 250 Series   |
| Coupe Davis  |

| # | T.K.   | Tournoi | Année | Surface | Adversaire    | Rang | Tour | Score          |
| - | ------ | ------- | ----- | ------- | ------------- | ---- | ---- | -------------- |
| 1 | no 698 | Queen's | 2017  | Gazon   | Milos Raonic  | no 6 | 1/16 | 7-65, 7-68     |
| 2 | no 175 | Miami   | 2018  | Dur     | Roger Federer | no 1 | 1/32 | 3-6, 6-3, 7-64 |

## Classements ATP en fin de saison
| Année          | 2011 | 2012 | 2013 | 2014 | 2015 | 2016 | 2017 | 2018 | 2019 | 2020 | 2021 | 2022 | 2023 | 2024 |
| Rang en simple | 1627 | 750  | 621  | 150  | 80   | –    | 209  | 153  | 200  | 260  | 172  | 94   | 65   | 77   |
| Rang en double | –    | 867  | 494  | 331  | 168  | –    | 177  | 213  | 951  | 1008 | 429  | 15   | 333  | 453  |

Source : (en) Classements de Thanasi Kokkinakis sur le site officiel de la Fédération internationale de tennis